# Bisaltes picticornis
Bisaltes picticornis är en skalbaggsart som beskrevs av Maria Helena M. Galileo och Martins 2003. Bisaltes picticornis ingår i släktet Bisaltes och familjen långhorningar. Inga underarter finns listade.